# Кунене (річка)
Куне́не (англ. Kunene, порт. Cunene) — річка в південно-західній Африці, починається в Анголі, в середній і нижній течії утворює кордон між Анголою і Намібією і вливається до Атлантичного океану; одна з лише двох цілорічних річок, що перетинають пустелю Наміб. Довжина 1207 км, площа басейну 109 832 км². Першим її повноціннодослідив Франсишку де Ласерда.
Кунене починається в центральній Анголі на плоскогір'ї Біє за 32 км на північний схід від міста Уамбо і тече по крутому гранітному річищу на південь. Біля Матали річка покидає гранітну височину, падаючи на 13 м, і потрапляє до північних околиць пустелі Калахарі, де протягом дощового сезону затоплює довколишні піски. Гребля, збудована в цьому місці, підвищує рівень річки ще на 8 м, і набутий перепад рівня за 21 м використовується для генерації електрики.
Біля Олушанджи річка різко звертає на захід, проходить через серію бистрінь і зривається водоспадом Руакана висотою 124 м, де вона також перегороджена греблею з метою виробництва електрики та іригації. Починаючи з цієї точки річка утворює кордон між Анголою і Намібією. За 80 км на захід річка потрапляє до ділянки глибоких ущелин, які прорізують гірські хребти Зебра і Байніш, що досягають висоти понад 2200 м, тоді як річкове ложе знаходиться за 1200 м нижче. На цьому відрізку річка перетинається водоспадом Епупа висотою 30 м. Проєкт будівництва греблі гідроелектростанції на цьому водоспаді, запропонований намібійським урядом, зустрічається з опором екологів і представників місцевого народу гімба, землі якого мають бути затоплені водосховищем.
По виході з ущелини Байніш Кунене потрапляє до пустелі Наміб, де має значно скорочений стік, і вливається до Атлантичного океану декількома рукавами дельти шириною близько 30 км. Гирло річки створює лимани, які протягом сухого сезону відокремлюються від океану піщаними косами.

## Каскад ГЕС
На річці розташовано ГЕС Gove, ГЕС Матала, ГЕС Руакана.

## Галерея

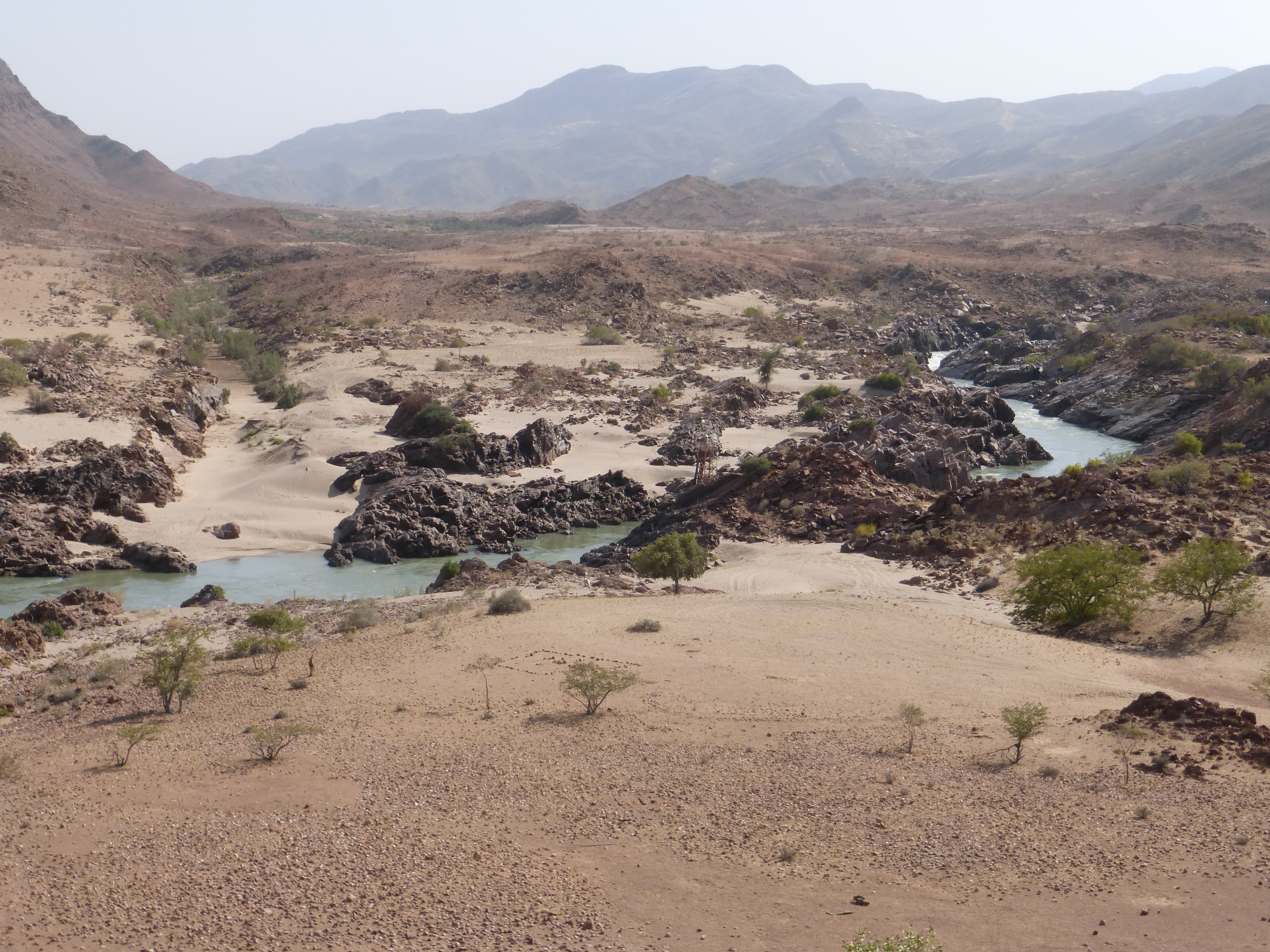
Кунене в Анголі
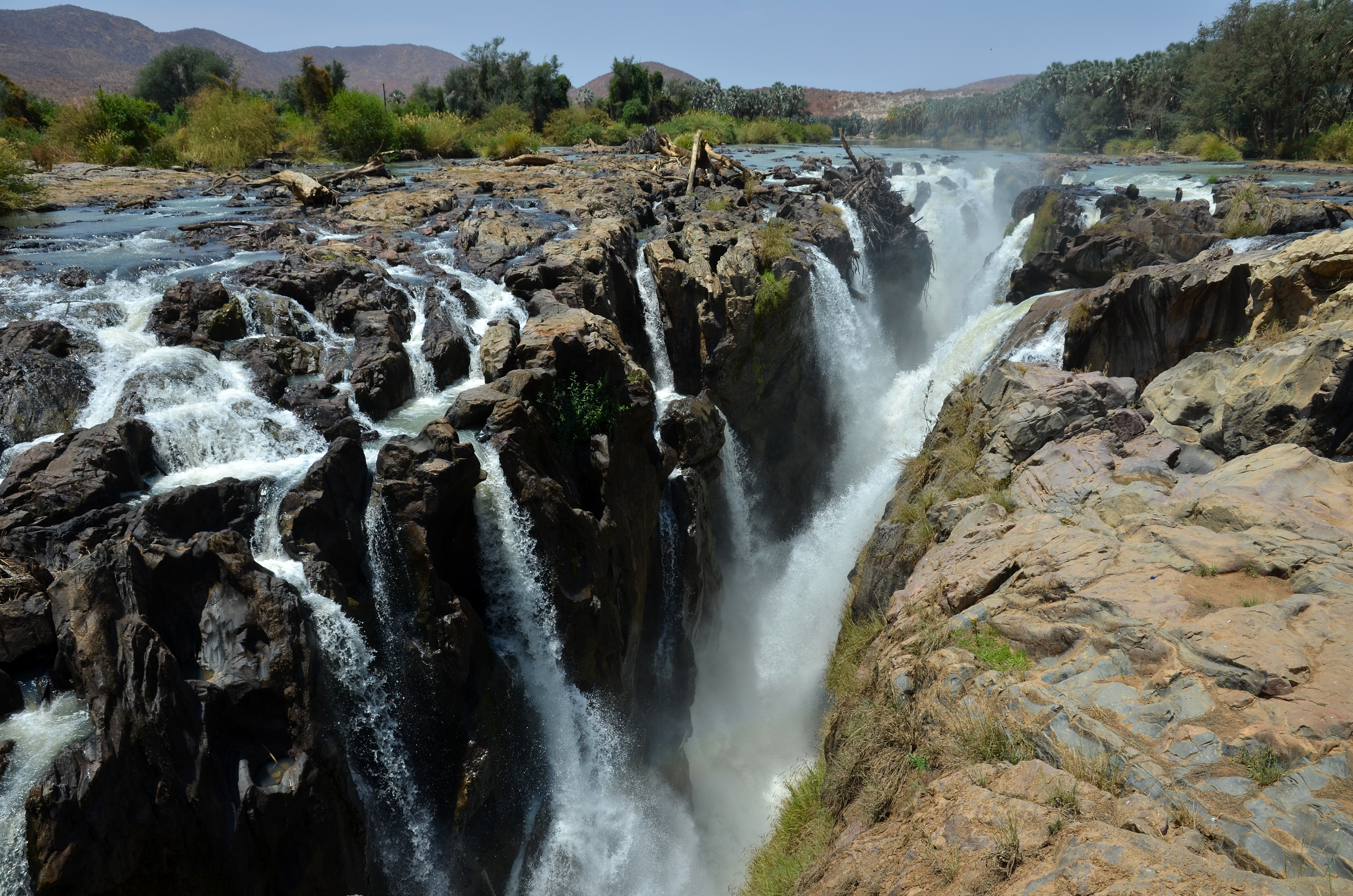
Водоспад Епупа в Намібії
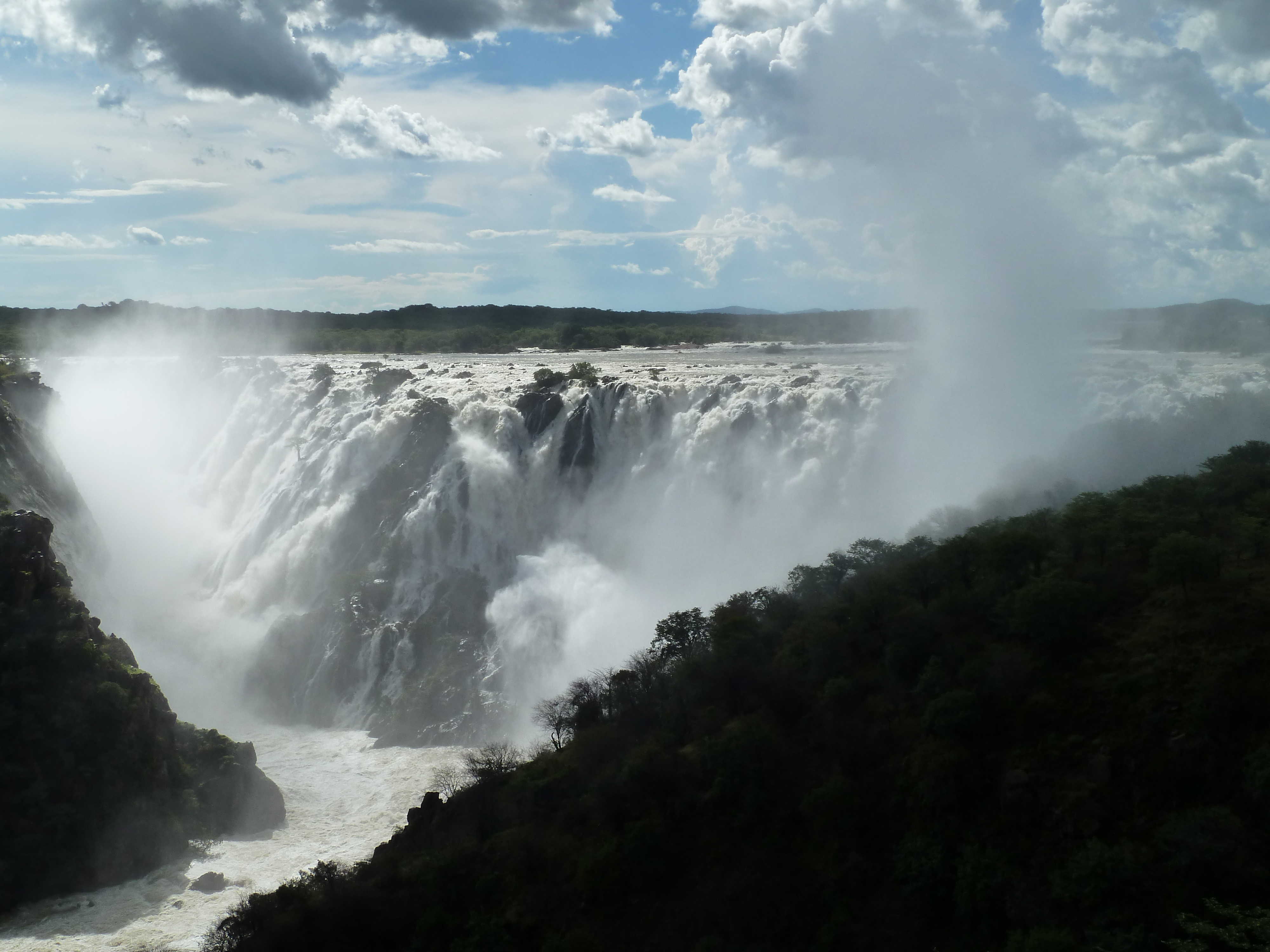
Водоспад Руакана в Намібії